# Lugașu de Jos
Lugașu de Jos é uma comuna romena localizada no distrito de Bihor, na região histórica da Crișana (parte da Transilvânia). A comuna possui uma área de 54.20 km² e sua população era de 3351 habitantes segundo o censo de 2007.